# Autorità per l'informatica nella pubblica amministrazione
L'Autorità per l'informatica nella pubblica amministrazione (AIPA) era un organismo pubblico italiano, istituito con il decreto legislativo numero 39 del 12 febbraio 1993, con il compito di promuovere, coordinare, pianificare e controllare lo sviluppo di sistemi informativi automatizzati delle amministrazioni pubbliche, secondo criteri di standardizzazione, interconnessione e integrazione dei sistemi stessi.

## Storia
L'AIPA, di cui il CNIPA è in parte l'erede, fu istituita nel 1993 in un clima di attenzione per l'efficienza della pubblica amministrazione. Quel clima, diffuso in molti paesi sviluppati, è testimoniato in particolare dal National Program for Reinventing Government lanciato negli Stati Uniti da Bill Clinton e Al Gore nello stesso anno.
Il decreto legislativo 39/1993 aveva delineato l'AIPA in parte come un'autorità indipendente e in parte come un'agenzia operativa. Erano infatti previsti sia compiti di vigilanza sul mercato dell'informatica pubblica, attraverso l'emissione dei pareri di congruità tecnico-economica sui maggiori contratti stipulati dalle amministrazioni dello Stato, sia compiti di promozione e realizzazione di grandi progetti infrastrutturali, come la Rete unitaria della pubblica amministrazione o il collegamento delle banche dati e dei sistemi informatici delle singole amministrazioni. Accanto a questi compiti, l'AIPA doveva svolgere anche funzioni di monitoraggio dell'informatica pubblica e produrre relazioni annuali al Governo e al Parlamento.
Un articolo pubblicato nel 1994 su MCmicrocomputer può essere utile per capire il contesto e le tensioni all'interno delle quali l'AIPA iniziò a operare. Negli anni successivi l'AIPA non riuscì però a trovare una compiuta collocazione istituzionale e organizzativa.
Un punto di svolta giunse nel 2001 quando, in occasione del cambio di governo, il contributo dell'AIPA alla realizzazione dei suoi obiettivi fu oggetto di forti critiche, più volte espresse sulla stampa dal nuovo ministro per l'innovazione e la tecnologia, Lucio Stanca (Rapporto Italiamonitor 10/2003 - Il ministro Stanca). Come promesso dal governo, dopo molte vicissitudini legislative l'AIPA fu soppressa nel 2003 ed assorbita insieme al Centro tecnico della RUPA (Rete unitaria della pubblica amministrazione) dal CNIPA.
Con la legge 3/2003 del 16 gennaio 2003 l'AIPA è stata definitivamente soppressa e l'autorità è confluita nel Centro nazionale per l'informatica nella pubblica amministrazione, poi trasformata in DigitPA Ente nazionale per la digitalizzazione della pubblica amministrazione in attuazione di quanto disposto dal decreto legislativo 177 del 1º dicembre 2009. Infine, il “Decreto sviluppo”, approvato nell'agosto del 2012, ha stabilito che DigitPA e l'Agenzia per la diffusione delle tecnologie per l'innovazione, venissero soppresse e confluissero nella Agenzia per l'Italia digitale.

## Missione
L'obiettivo che si intendeva conseguire era quello del miglioramento dei servizi, del contenimento dei costi e del miglioramento della trasparenza dell'azione amministrativa, del potenziamento dei supporti conoscitivi per le decisioni pubbliche.
Due i principali strumenti:
- Il Piano Triennale di Informatica della PA era lo strumento di pianificazione a cui tutti i Ministeri ed Enti nazionali dovevano contribuire per coordinare l'informatizzazione della PA[3].
- I pareri di congruità tecnico-economica, obbligatori per le PA Centrali, pur se non vincolanti, hanno guidato lo sviluppo dei progetti verso sistemi aperti, integrati e con procedure competitive.